# Судзуки, Итиро
Итиро Судзуки (яп. 鈴木 一朗 Судзуки Итиро:, известен также как просто Итиро (яп. イチロー Итиро:), род. 22 октября 1973 года в городе Касугаи префектуры Айти) — бывший японский профессиональный бейсболист, выступавший на позиции аутфилдера.

## Биография
В Японии Итиро девять лет выступал за клуб «Орикс Блювейв» из города Кобе. Он был одним из лучших игроков японской лиги 1990-х, три раза признавался самым ценным игроком Тихоокеанской лиги, регулярно принимал участие в Матче всех звёзд. В 2001 году Итиро перешёл в американский клуб «Сиэтл Маринерс» и стал его основным правым полевым игроком. В своём первом сезоне в МЛБ Судзуки стал лучшим игроком Американской лиги по проценту отбитых подач и по количеству украденных баз, а также был удостоен званий лучшего новичка и самого ценного игрока Американской лиги.
В 2000-х годах Итиро являлся одним из лучших отбивающих Главной лиги бейсбола. Девять лет подряд он неизменно делает не менее 200 хитов за сезон — это самая длинная серия в истории МЛБ. В 2004 году Судзуки побил рекорд по количеству хитов, сделанных за один сезон, установленный Джорджем Сислером в 1920 году; результат Итиро — 262 хита, на пять больше, чем у Сислера. Судзуки девять раз участвовал в Матче всех звёзд МЛБ и девять раз получал приз Золотая перчатка. В 2009 году журнал Sporting News включил Судзуки в символическую сборную лучших игроков десятилетия (2000—2009).
В составе сборной Японии Итиро дважды, в 2006 и 2009 годах, становился победителем Мировой бейсбольной классики. Он является членом Зала славы японского бейсбола.